# Франсуа П'єр Амі Арганд
Франсуа́ П'єр Амі́ Арга́нд, власне Арга́н (фр. François Pierre Ami Argand; 5 липня 1750 — 14 жовтня 1803) — видатний швейцарський фізик, хімік, конструктор, винахідник XIX століття.

## Біографія
Франсуа П'єр Амі Арганд народився в місті Женева в Швейцарії у протестантській сім'ї середнього достатку. Він став дев'ятою дитиною з десяти дітей місцевого майстра годинникових справ Жана-Луї Арганда. Спершу він вчився в Женеві, на факультеті літератури. Пізніше, навчаючись на кафедрі філософії, під впливом видатного натураліста епохи, Ораса Бенедикта де Соссюра, вирішив присвятити себе вивченню таємниць фізики та хімії. За порадою останнього, 1775 року Франсуа П'єр Амі Аргант продовжив навчання в столиці Франції місті Парижі під керівництвом Антуана Лорана Лавуазьє та Антуана де Фуркруа.

## Винаходи
1780 року Франсуа П'єр Амі Арганд переїхав до міста Мез в Лангедок. Там, на винній фабриці Арган розробив покращений метод перегонки і в результаті впровадження цього винаходу протягом наступних трьох років заробив чималі гроші, після чого, 1783 року Амі Арганд повернувся в рідне місто.
Близько 1782 року він розробив оригінальний олійний світильник (пальник) з ґнота у вигляді порожнистої трубки і подвійної конвекції, які отримали назву по імені винахідника — «Аргандова лампа». Цей освітлювальний прилад давав в 10-12 разів більше світла, ніж звичайна свічка і в кілька разів більше, ніж лампи з традиційними (повними) ґнотами. того-ж року, в столиці Британської імперії місті Лондоні було налагоджено виробництво аргандових ламп.
1783 року, разом з братами Монгольф'є (Жозефом-Мішелем та Жаком-Етьєном) ставив революційні експерименти з повітряними кулями наповненими гарячим повітрям. 19 вересня 1783 року в Версалі (під Парижем) в присутності короля Людовика XVI у дворі його замку в годину дня повітряна куля злетів у повітря, несучи в своєму кошику перших повітряних мандрівників, якими були баран, півень та качка. Куля пролетіла 4 кілометри за 10 хвилин. Для її наповнення знадобилося 2 пуди (32 кг) соломи та 5 фунтів (2,3 кг) вовни. Оболонка кулі була зроблена з полотна, у верхній частині зсередини обклеєна папером і посилена мотузковою стрічкою. Папір, що використовувався для цієї мети, виготовив Арганд, і він же, пізніше, став автором ідеї наповнення балонів газом легше повітря (воднем).
Після цього Амі Арганд вніс ряд удосконалень в процес чесання і прядіння бавовни.